# Авакум Петров
Авакум Петров Кондратиев (на руски: Аввакум Петрович Кондратьев, известен също като протопоп Авакум; 20 ноември 1621 – 14 април 1682) е руски протопоп, водач на руското старообредство, писател.
Борец против черковните реформи на патриарх Никон. Преследван, заточен и изгорен жив.
Убежденията му са религиозно-фанатични и консервативни. Разколът, който той възглавява, приема форма на народно движение против феодалния гнет.
Авакум е автор на повече от 50 съчинения, религиозни проповеди, поучения, послания. Автобиографията му „Житието на протопоп Авакум“ е ценен исторически и литературен паметник от 17 век.